# 吉田彦太郎
吉田 彦太郎（よしだ ひこたろう、1913年 - 1971年1月16日）は、日本の実業家。福岡県出身。戦時中の『やまと新聞』の副社長（社長は児玉誉士夫）、戦後野依秀市創刊の帝都日日新聞（のちに『やまと新聞』に改題）の社長（相談役は児玉誉士夫）。戦後、吉田裕彦に改名。

## 略歴
博多祇園町の質屋の二男として生まれ、御供所小学校、福岡商業高校、明治大学と進み、黒龍会内田良平門下の萩原祥宏の主宰する萩原青年同盟に参加し、大日本学生前衛連盟を結成するなど、右翼学生運動に身を投投じた。
1937年（昭和12年）、陸軍首脳部が二・二六事件の全責任を北一輝、西田税らに転嫁させていると主張。磯部浅一の獄中手記なる不穏文書を作成、頒布した容疑で他の首謀者らとともに警視庁特高部に逮捕された。
1941年、海軍航空本部嘱託の児玉機関副機関長に就任し上海を中心に中国大陸で軍の資材調達活動に奔走。児玉機関のナンバー2と呼ばれ、長らく児玉誉士夫の片腕を務めた。
戦後も盛んに活動を行っており、1951年頃にはキャノン機関に出入りしていたことが確認されている。児玉がA級戦犯容疑で巣鴨拘置所に拘留された後、元海軍の軍人などを約100人を集めて緑産業株式会社を設立した。本社は銀座の緑ビル。跡地には本州製紙の本社が建った。1948年、政治資金に関する問題で衆議院不当財産取引調査特別委員会に証人喚問された。
戦後は政治結社「猶存社」の中心人物だった。東宝映画顧問として芸能界に睨みをきかせ、任侠の世界では北星会会長として関東会結成に尽力した。

## 家族・親族
- 辻嘉六事件の国会答弁をひも解いて、辻嘉六の内縁の子だったのではないかということも指摘されている[9]。
- いとこに「中州のキャバレー王」と呼ばれた博多のキャバレー経営者・山本平八郎。その長男・信太郎はニューラテンクォーターのオーナー社長[2]。

## 出演
- 映画「あゝ決戦航空隊」[10]